# سيلفستر ستالون
سيلفستر إنزيو ستالون (بالإنجليزية: Sylvester Enzio Stallone)‏ أو ميخائيل سيلفستر إنزيو ستالون (بالإنجليزية: Michael Sylvester Enzio Stallone)‏ (/stəˈloʊn/؛ ولد باسم ميخائيل سيلفستر جاردينزيو ستالون (بالإنجليزية: Michael Sylvester Gardenzio Stallone)‏، 6 يوليو 1946 –) هو ممثل، ومخرج، وسيناريست، ومنتج أمريكي من أصل إيطالي وفرنسي ولد في نيويورك، الولايات المتحدة الأمريكية. ترشح لـجائزة أفضل ممثل رئيسي في مهرجان الأوسكار عن دوره في فيلم روكي عام 1977. حصل سيلفستر على جائزة غولدن غلوب لأفضل ممثل مساعد في فيلم عام 2016 عن دوره في فيلم كريد، كما ترشّح لجائزة الأوسكار عن فئة أفضل ممثل مساعد في نفس الدور. اشتهر سيلفستر بتأدية أدوار الحركة في أفلامه، ومن أشهر هذه الأفلام: فيلم روكي بأجزاءه الستة، وفيلم رامبو بأجزاءه الخمسة، وفيلم تانغو وكاش، ثم فيلم خطة هروب عام 2013، وفيلم خطة هروب 2 - الهاوية مع ديف باتيستا.

## مولده
ولد سيلفستر في السادس من يوليو عام 1946، في نيويورك، من عائلة إيطالية. والده من أصول إيطالية، ووالدته أصولها أوكرانية يهودية، وله أخ وحيد. ومن المصادفات أنه ولد في ذات اليوم الذي ولد فيه الرئيس الأمريكي الأسبق جورج دبليو بوش.

## نجوميته
يُعد اليوم سيلفستر ستالون من أشهر نجوم هوليوود في أفلام الحركة، وهو من أقدم الممثلين في هوليوود وأعلاهم أجراً. بدأ التمثيل في أول فيلم له الحفلة عند مكان كيتي وستد (بالإنجليزية: The Party at Kitty and Stud's)‏ الذي أُنتج عام 1970، حيث حصل فيه على دور صغير ولم يحقق نجاحاً كبيراً. اشترك في الكثير من الأفلام (ما يقارب الثمانية)، لكنها لم تحقق نجاحاً كبيراً. ولكن في سنة 1976، اشترك في فيلم المدفع (بالإنجليزية: Cannonball)‏، وكان هو أول خطواته على طريق البطولة السينمائية.
أما الفيلم الذي ساعده كثيرا في الحصول على خطوته الكبرى التي حققت له نجاحاً باهراً هو روكي، حيث قدم شخصية روكي بالبوا، ذلك الملاكم الذي كان في تصنيف الهواة، وتحداه أحد الأبطال ليثبت مهارته؛ لكنه فاز عليه وحقق النجاح الذي أراد أن يصل له رغم اليأس الذي كان يغطي حياته. أُنتج الفيلم سنة 1976، وحقق حينها أرباحا تُقدر بـ117 مليون دولار. أُنتج منه ستة أجزاء أخرى، وحققت نفس النجاح تقريبا، حيث تم إنتاج الجزء الثاني في 1979، ثم الثالث في 1982، والرابع في 1985، أما النسخة الخامسة، فقد صُدرت في 1990، والأخيرة سنة 2006.
الفيلم الثاني الذي حقق مبيعات ضخمة لسيلفستر هو رامبو، رفقة الممثل ريتشارد كرينا الذي لعب دور مدرب لرامبو. أُنتج أول جزء سنة 1982، وحقق مبيعات وصلت لـ46 مليون دولار، وكذلك حققت الأجزاء الأخرى من هذا الفيلم مبيعات كبرى؛ خاصة الجزء الثالث الذي أُنتج سنة 1988، وتجاوز سقف الـ53 مليون دولار. بعد تلك الأفلام، أصبحت أفلامه تستقطب المشاهدين، ولذلك حققت بعض الأفلام النجاح مثل: فيلم القتلة مع أنتونيو بانديراس، وفيلم تانغو وكاش، وفيلم القاضي دريد وغيرها.
تزوج سيلفستر ستالون ثلاث مرات، وله خمس أولاد.

## من أفلامه
- رامبو 1
- رامبو 2
- رامبو 3
- رامبو 4
- رامبو 5
- روكي 1
- روكي 2
- روكي 3
- روكي 4
- روكي 5
- روكي 6
- فوق القمة
- تانغو وكاش
- القاضي دريد
- القتلة
- كوبرا
- دايلايت
- دي توكس
- تاكسي 3
- انتقام أنجيلو
- روكي بالبوا
- المرتزقة 1
- خطة هروب
- كريد
- راتشيت وكلانك
- رصاصة إلى الرأس
- حارس الحديقة
- المرتزقة 2
- المرتزقة 3
- حراس المجرة 2
- خطة هروب 2: الهاوية
- كريد 2

## وصلات خارجية
- الموقع الرسمي
- سيلفستر ستالون على موقع IMDb (الإنجليزية)
- سيلفستر ستالون على موقع ميتاكريتيك (الإنجليزية)
- سيلفستر ستالون على موقع الموسوعة البريطانية (الإنجليزية)
- سيلفستر ستالون على موقع روتن توميتوز (الإنجليزية)
- سيلفستر ستالون على موقع مونزينجر (الألمانية)
- سيلفستر ستالون على موقع قاعدة بيانات الأفلام العربية
- سيلفستر ستالون على موقع ألو سيني (الفرنسية)
- سيلفستر ستالون على موقع ميوزك برينز (الإنجليزية)
- سيلفستر ستالون على موقع تيرنر كلاسيك موفيز (الإنجليزية)
- سيلفستر ستالون على موقع أول موفي (الإنجليزية)